# 看門狗系列
《看門狗》（風格化為）是由育碧發行，並主要由其育碧蒙特利尔和育碧多伦多工作室開發的一款動作冒險遊戲系列，使用Disrupt遊戲引擎開發。系列的首款同名遊戲於2014年發行，截至目前共有三款遊戲，最新作為2020年的《看門狗：自由軍團》。此外，還有幾本與遊戲宇宙相關的書籍和漫畫迷你系列出版。
《看門狗》遊戲的玩法重點在於開放世界，玩家可以完成任務以推進主線故事，並參與各種支線活動。核心玩法包括駕駛、射擊和潛行元素，有時還有角色扮演和解謎元素。遊戲設定在虛構的真實城市版本中，不同時間點的故事情節，主要圍繞著不同的駭客主角，他們有各自不同的目標，但都涉入各自城市的犯罪黑暗世界。反派通常是腐敗的公司、犯罪老大以及利用中央操作系統（ctOS）的對手駭客，這個虛構的計算機網絡將城市中的每個電子設備連接在一起，並儲存大多數市民的個人信息。玩家也能使用ctOS來控制各種設備，以幫助他們在戰鬥、潛行或解謎中。
該系列因其設計元素、任務結構和世界設計而獲得普遍好評，但也因頻繁的技術問題而受到批評。劇情和角色則收到了褒貶不一的反應。該系列在財務上取得了成功，前兩款遊戲的總銷量超過了2000萬套。

## 遊戲
| 2014 | 看門狗 血恨交织             |
| 2015 |                             |
| 2016 | 看门狗2                     |
| 2017 |                             |
| 2018 |                             |
| 2019 |                             |
| 2020 | 看門狗：自由軍團            |
| 2021 | 看門狗：自由軍團 - 血脈相承 |

### 看門狗（2014）
首款遊戲設定在2013年的虛構版芝加哥都會區，講述了一位灰帽駭客兼義警艾登·皮爾斯在他的姪女被殺後展開復仇的故事。遊戲的開發始於2009年，預算為6800萬美元。看門狗原本是育碧蒙特利爾工作室開發的《極道車魂》系列續集的一部分，與育碧回聲工作室的《極道車魂：舊金山》同時開發，後者於2011年發行。然而，由於《極道車魂：舊金山》的商業表現不佳，蒙特利爾的《極道車魂》遊戲被重新設計成一個以駭客為主題但仍保留駕駛元素的遊戲。育碧蒙特利爾是《看門狗》的主要開發者，並得到了育碧反思、育碧巴黎、育碧魁北克和育碧布加勒斯特的額外支持。遊戲在2012年的E3展會上首次展示其遊戲畫面，受到了高度期待，但最終遊戲因圖形降級而引發爭議。遊戲於2014年5月在Windows、PlayStation 3、PlayStation 4、Xbox 360和Xbox One平台上發布，Wii U版本則於2014年11月發布。
遊戲的可下載內容（DLC）《看門狗：血恨交織》（Watch Dogs: Bad Blood）於2014年9月發布，主角為原作故事中的主要角色雷蒙德·"丁骨"·肯尼（Raymond "T-Bone" Kenney）。DLC增加了十個故事任務、新的“街頭掃蕩”合同、新的武器、服裝、支線任務以及一輛遙控車。

### 看門狗2（2016）
第二款遊戲設定在2016年虛構版的舊金山灣區，主角馬可仕·哈洛威（Marcus Holloway）因未犯之罪而受到ctOS 2.0系統的懲罰，隨後他加入了駭客組織DedSec，致力於提高社會對ctOS 2.0系統所帶來危險的認識，並揭露其創造者布魯姆公司（Blume）的腐敗。這款遊戲擴展了前作中的多人遊戲選項，並引入了新武器和裝置。與《看門狗》相比，本作具有更為鮮明和樂觀的基調。育碧蒙特利爾是本作的主要開發者，並得到了育碧多伦多、巴黎、布加勒斯特、基輔和紐卡斯爾等工作室的協助。《看門狗2》於2016年11月在Windows、PlayStation 4和Xbox One平台上發布。
本作推出了五個可下載內容包（DLC）："丁骨內容同捆"、"人的條件"、"永不妥協"、"底層權限存取包"和"迷幻藥包"。根據與索尼互動娛樂的獨占協議，所有DLC在PlayStation 4平台上先行獨占一段時間。
- 底層權限存取包（2016年12月）[16]：包含了一個黃道殺人魔任務以及新的服裝、汽車、皮膚和武器。[13][14]
- 迷幻藥包（在遊戲發布當天提供）：新的服裝、汽車和武器的皮膚。
- 丁骨內容同捆（2016年12月22日於PlayStation 4發布）[17]：包含了一個新的合作難度設置“混亂”，以及雷蒙德·"丁骨"·肯尼的服裝和卡車。[13][14]
- 人的條件（2017年2月21日於PlayStation 4發布，2017年3月23日於Xbox One和PC發布）[18]：包括三個新的故事，設定在舊金山的科學和醫學行業，還新增了新合作任務，其中引入了一個新的敵人類別“干擾器”，這種技術精湛的敵人能夠干擾玩家的駭客設備，使其在面對正面攻擊時變得脆弱。[13][14]
- 永不妥協（2017年4月18日於PlayStation 4發布，2017年5月18日於Xbox One和Microsoft Windows發布）：包含了一個新的故事任務、服裝和武器。[19]

### 看門狗：自由軍團（2020）
第三款遊戲設定在虛構的未來反烏托邦倫敦，講述了當地的DedSec分支機構在被陷害為一系列恐怖襲擊後，試圖洗刷自己的名聲。他們還試圖解放倫敦市民，使其擺脫在襲擊後將城市變成監控國家的壓迫性私人軍事服務公司Albion的控制。遊戲引入了多角色系統，允許玩家招募幾乎所有在遊戲開放世界中找到的非玩家角色。每個可玩角色都有其獨特的技能和背景，如果玩家在開始新遊戲前啟用了永久死亡選項，這些角色可能會永久丟失。根據選擇的角色不同，有多種完成任務的方法。育碧多伦多是本作的主要開發者，克林特·霍金擔任其創意總監。遊戲於2020年10月29日在Windows、PlayStation 4、Xbox One和Stadia平台上發布；PlayStation 5和Xbox Series X/S版本也在這些主機發布後提供。
遊戲的在線多人遊戲部分從原計劃的12月3日發布延遲到2021年3月。該模式允許最多四名玩家完成獨家合作任務、參與各種競技遊戲模式或一起探索倫敦。在遊戲發布後，《自由軍團》通過幾次免費更新添加了新的任務、遊戲模式和角色，包括一些特別的操作員，如前測試對象、擁有心靈控制能力的米娜·西杜（Mina Sidhu）；回歸的原《看門狗》主角艾登·皮爾斯；《看門狗2》的主要支援角色瑞奇（Wrench）；以及《刺客信條》系列的刺客兄弟會成員達西·克拉克森（Darcy Clarkson），這是與育碧的《刺客教條》系列的非正統交叉內容。一個名為《看門狗：自由軍團 - 血脈相承》的付費故事擴展包，講述艾登和瑞奇在各自遊戲事件之後但在《自由軍團》主線劇情之前的新故事，於2021年7月6日發布。

## 常見元素

#### 遊戲玩法
《看門狗》系列屬於一種稱為沙盒遊戲的類型。該系列結合了動作、冒險、潛行和駕駛玩法。玩家可以在虛擬世界中自由探索，無論是步行還是駕駛車輛，並使用各種武器和近戰攻擊進行戰鬥。非法活動如攻擊非玩家角色會引發來自權威人物的積極且通常致命的反應。一旦玩家死亡，會在他們被殺附近的區域重新生成。
在每款遊戲中，玩家控制一名駭客，他們可以通過遊戲中的智能手機駭入連接到虛構的ctOS系統的各種電子設備。雖然大多數ctOS提供的能力對解決謎題或潛行部分很有用，但玩家可以在遊戲過程中幾乎隨時使用它們來創建不同的情境，例如駭入交通信號燈製造交通堵塞或叫警察逮捕毫無防備的NPC。在每款遊戲中，玩家可以升級並解鎖新的駭客能力和裝置。在《看门狗2》中，新增了更多的武器和駭客裝置，如泰瑟和四轴飞行器。

#### 設定
《看門狗》系列遊戲設定在實際城市的虛構版本中，這些城市都實施了ctOS系統。《看門狗》設定在芝加哥地區，《看门狗2》設定在舊金山灣區，《看門狗：自由軍團》設定在大倫敦地區。前兩款遊戲設定在現代，而《自由軍團》設定在“近未來”（大約2030年），描繪了科技的重大進步。

## 評價
| 游戏             | Metacritic                                                       |
| ---------------- | ---------------------------------------------------------------- |
| 看門狗           | (PC) 77/100 (PS4) 80/100 (XONE) 78/100 (WIIU) 62/100             |
| 看门狗2          | (PC) 75/100 (PS4) 82/100 (XONE) 81/100                           |
| 看門狗：自由軍團 | (PC) 72/100 (PS4) 70/100 (PS5) 66/100 (XONE) 76/100 (XSX) 74/100 |

《看門狗》獲得了普遍的正面評價，儘管在某些技術問題、宣傳與實際遊戲畫質的差異、敘事和主角方面受到了一些批評。到2014年底，它的銷量超過了1000萬份。
《看门狗2》在發布後也獲得了普遍的正面評價，評論家普遍認為其相較原作有所改進。儘管遊戲在推出時商業表現不佳，但到2020年銷量已超過1000萬份。
《看門狗：自由軍團》則收到了褒貶不一的評價。評論家對多角色系統的看法兩極分化，有些人欣賞其多樣性和包含永久死亡選項，認為這使玩家能夠產生情感依附，而另一些人則批評角色缺乏個性和技能之間的平衡。此外，遊戲的世界、駕駛機制、不一致的難度、重複的任務、在線功能和技術問題也受到批評。

## 其他媒體
作為首款《看門狗》遊戲的延續，約翰·雪利（John Shirley）撰寫了一本電子書《//n/暗雲》（//n/Dark Clouds），與遊戲同時發行。2019年，泰坦漫畫（Titan Comics）出版了一個名為《看門狗：返回羅西尼亞》（Watch Dogs: Return to Rocinha）的漫畫迷你系列，後來合併成一本書。在《看門狗：自由軍團》發行前，Aconyte Books和Insight Editions分別出版了《看門狗：自由軍團》的前傳小說《零日》（Day Zero）和伴侶書《抵抗報告》（Resistance Report）。2021年11月，美國Behemoth公司開始每月發行一部衍生漫畫系列，並在法國由Glénat公司分成兩個合輯出版。2022年4月，Aconyte Books出版了《看門狗：自由軍團 - 血脈》擴展包的前傳小說《星條旗》（Stars and Stripes），講述艾登·皮爾斯（Aiden Pearce）的故事，連接《看門狗》和《自由軍團》之間的事件。
2013年，有傳言稱育碧影視、索尼影業和新攝政公司正在開發首款《看門狗》遊戲的電影改編。2014年，保羅·韋尼克（Paul Wernick）和瑞特·瑞斯（Rhett Reese）受委託撰寫劇本。2016年，Engadget發表了一篇文章，指出該電影仍在開發中，並且育碧計劃為其所有系列製作電影版本。該電影在開發地獄中停滯了7年，直到2024年，有報導稱蘇菲·懷爾德（Sophie Wilde）將擔任主角，馬修·圖里（Mathieu Turi）執導，克里斯蒂·勒布朗（Christie LeBlanc）編寫原創劇本。6月，湯姆·布萊斯（Tom Blyth）加入了懷爾德的行列。7月，育碧宣布電影正式開拍。
2019年，有報導稱正在開發一部受《看門狗》啟發的“網絡懸疑”動畫電視劇。與評為M級的遊戲不同，該系列針對青少年，將講述一位青少年“超級駭客”在她的高中解決犯罪的故事。